# Медицинское убийство
Медицинское убийство (англ. medicine murder) — убийство человека для последующего использования частей трупа в медицинских целях. Не тождественно анатомическому убийству, совершаемому в исследовательских целях или для продажи трупа анатомам; не является ритуальным убийством (человеческим жертвоприношением) религиозного типа. Засвидетельствовано в южноафриканских родоплеменных общинах (Ботсвана, Лесото, Эсватини, ЮАР). Жертвами медицинских убийств в Африке нередко становятся альбиносы, части тел которых используются в народной медицине.
Феномен медицинских убийств, ввиду ограниченности ареала, немногочислености свидетельств и противоречивости их трактовок, мало освещён в научной и специальной литературе.